# Il commissario Montalbano
Il commissario Montalbano è una serie televisiva italiana, prodotta dal 1999 al 2021 e trasmessa dalla Rai.
La serie, tratta dai romanzi gialli di Andrea Camilleri, è ambientata nell'immaginaria cittadina siciliana di Vigata e racconta le vicende di Salvo Montalbano, interpretato da Luca Zingaretti, un commissario di polizia che in ogni episodio è alle prese con i più svariati casi di crimini e di malaffare.
Prodotta dalla Palomar per la Rai e la SVT, la serie è costituita da un esiguo numero di episodi autoconclusivi a stagione. Le prime tre stagioni sono andate in onda su Rai 2, mentre dal 2002 viene trasmessa su Rai 1.
Il commissario Montalbano è stato acclamato dalla critica televisiva che l'ha elogiato a più riprese, lodandone in particolare il fascino delle ambientazioni, la scrittura delle storie raccontate e il carisma dei personaggi, principali e non. Anche a livello di audience la serie ha ottenuto risultati eccellenti, ottenendo il plauso del pubblico sin dal debutto e poi confermandosi nel corso della sua messa in onda ventennale, affermandosi come la serie più seguita del panorama televisivo contemporaneo italiano. Trasmesso in più di 20 paesi al mondo, nel 2016 è risultato tra i dieci programmi più visti nel Regno Unito.
Benché si tratti di una serie televisiva, ogni episodio è girato come un film TV a sé stante legato agli altri da una labile trama orizzontale. Sono stati girati 37 episodi suddivisi in 15 stagioni.

## Trama
Salvo Montalbano è il commissario di polizia di Vigata, in Sicilia. Dal carattere burbero ma responsabile, serio sul lavoro, molte volte anche aperto e gentile con persone di cui sa di potersi fidare, Montalbano si trova a dover indagare sui più vari fatti criminali della sua terra, dei quali – grazie al suo grande ingegno e all'aiuto di numerosi collaboratori, anche al di fuori del commissariato – riesce sempre a ricostruire gli esatti avvenimenti e a trovare la soluzione.
Tra i colleghi di lavoro ci sono il vice commissario Domenico "Mimì" Augello, donnaiolo impenitente, l'ispettore capo Giuseppe Fazio, serio e ligio al dovere, lo spericolato agente scelto Galluzzo e il goffo agente tuttofare Agatino Catarella, oltre allo scontroso medico legale Pasquano. Fuori dal commissariato, tra i più fidati amici, confidenti e talvolta collaboratori ufficiosi ci sono Ingrid Sjöström, bella svedese da tempo trapiantata a Vigata, il giornalista d'inchiesta Nicolò Zito e Pasquale, lo scapestrato figlio di Adelina, la sua cuoca.
Nella sua sfera privata, Salvo porta avanti da anni una relazione a distanza con la genovese Livia Burlando, con la quale ha un rapporto talvolta burrascoso, ma nel quale prevale sempre l'amore.

## Episodi
| Stagione                 | Episodi | Prima TV |
| ------------------------ | ------- | -------- |
| Prima stagione           | 2       | 1999     |
| Seconda stagione         | 2       | 2000     |
| Terza stagione           | 2       | 2001     |
| Quarta stagione          | 4       | 2002     |
| Quinta stagione          | 2       | 2005     |
| Sesta stagione           | 2       | 2006     |
| Settima stagione         | 4       | 2008     |
| Ottava stagione          | 4       | 2011     |
| Nona stagione            | 4       | 2013     |
| Decima stagione          | 2       | 2016     |
| Undicesima stagione      | 2       | 2017     |
| Dodicesima stagione      | 2       | 2018     |
| Tredicesima stagione     | 2       | 2019     |
| Quattordicesima stagione | 2       | 2020     |
| Quindicesima stagione    | 1       | 2021     |

## Personaggi e interpreti

### Personaggi principali
- Salvo Montalbano (stagioni 1-15), interpretato da Luca Zingaretti.
È il protagonista della serie, il commissario di polizia di Vigata.
- Domenico "Mimì" Augello (stagioni 1-15), interpretato da Cesare Bocci.
È il vice di Montalbano. Mimì è un ottimo poliziotto e il più grande amico di Salvo. Tuttavia ha un innato debole per le donne, cosa che lo porta ad avere numerose amanti (e relativi guai), anche dopo il matrimonio con Beba.
- Giuseppe Fazio (stagioni 1-15), interpretato da Peppino Mazzotta.
È un ispettore del commissariato di Vigata. Profondo conoscitore della città e dei suoi abitanti, ha una grande intesa con il suo superiore e spesso con una sola occhiata capisce cosa stia pensando Montalbano. Spalla perfetta, investigatore instancabile ed efficace, molte volte riesce ad anticipare gli ordini del commissario.
- Agatino Catarella (stagioni 1-15), interpretato da Angelo Russo.
È un assistente del commissariato di Vigata, centralinista ed esperto di informatica. Personaggio comico a causa della sua esuberanza e del suo linguaggio storpiato, ammira e stima i suoi superiori. Il suo grande cuore e la sua padronanza con la tecnologia e "l'informaticcia" lo rendono comunque un elemento importante all'interno del commissariato. È spesso Catarella a risvegliare il commissario Montalbano con una telefonata confusa e agitata, per informarlo di un omicidio o di un crimine.
- Galluzzo (stagioni 1-15), interpretato da Davide Lo Verde.
È un agente scelto del commissariato di Vigata, un po' maldestro con le armi e spericolato al volante, e che per questo viene a volte bonariamente rimproverato dal commissario.
- Livia Burlando, interpretata da Katharina Böhm (stagioni 1-4), Lina Perned (stagione 9) e Sonia Bergamasco (stagioni 10-15), doppiata da Claudia Catani (stagioni 1-9).
È la fidanzata di lunga data di Montalbano. Vive a Genova, ma viene spesso a Vigata. È una donna affascinante e molto emotiva, che riesce sempre a comprendere se qualcosa preoccupa il suo uomo.
- Nicolò Zito (stagioni 1-13), interpretato da Roberto Nobile.
È un giornalista dell'emittente televisiva locale Retelibera nonché amico fidato del commissario. Sono celebri in città le interviste che Montalbano rilascia a Zito, quasi sempre per raggiungere la risoluzione del caso.
- Pasquano (stagioni 1-13[6]), interpretato da Marcello Perracchio (stagioni 1-11).
È il medico legale, caratterialmente scontroso e grande amante dei cannoli.

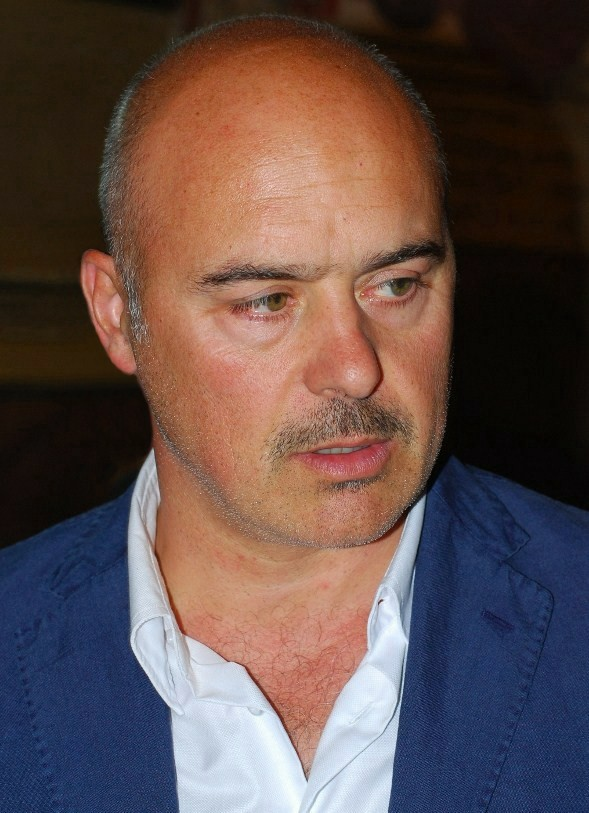
Luca Zingaretti interpreta Salvo Montalbano
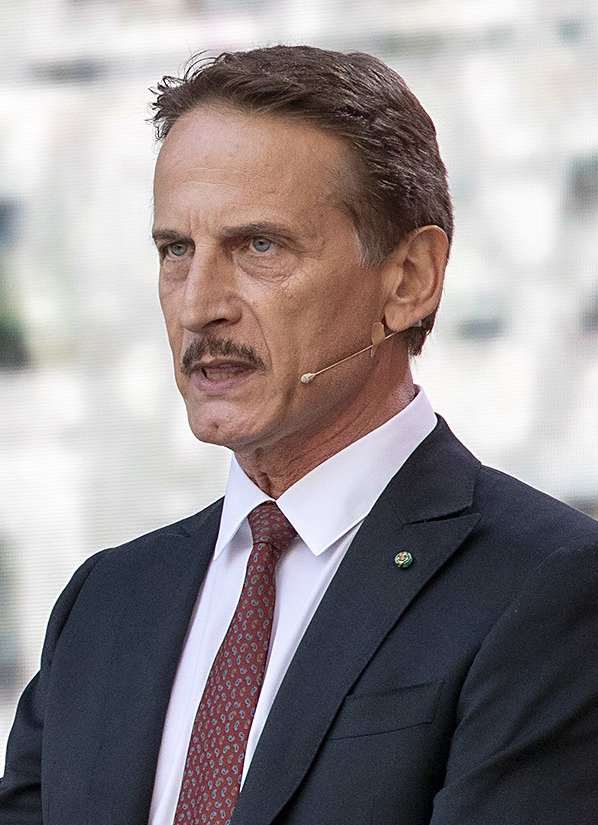
Cesare Bocci interpreta Mimì Augello
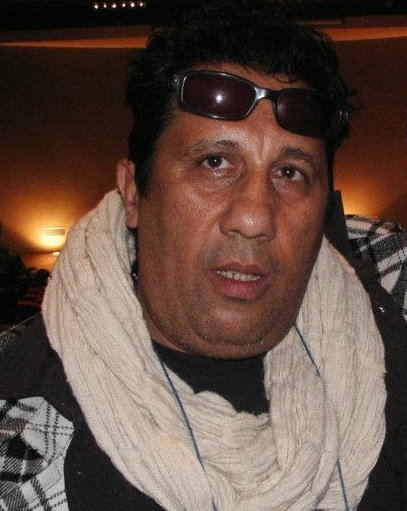
Angelo Russo interpreta Agatino Catarella

### Personaggi secondari
- Adelina (stagioni 1-15), interpretata da Mirella Petralia e da Ketty Governali.
È la collaboratrice domestica di Montalbano. Cuoca provetta, è madre di due giovani delinquenti di Vigata che spesso fungono da informatori del commissario. Ha un rapporto molto difficile con Livia.
- Gallo (stagioni 1-2), interpretato da Francesco Stella.
È un agente del commissariato di Vigata.
- Pippo Ragonese (stagioni 1-2, 4-9), interpretato da Ubaldo Lo Presti e da Filippo Brazzaventre.
È un giornalista del canale televisivo Televigata e acerrimo nemico del commissario.
- Lattes "lattes e mieles" (stagioni 1-3), interpretato da Corrado Invernizzi.
È il segretario del questore Bonetti-Alderighi.
- Jacomuzzi (stagioni 1-5, 8, 12-15), interpretato da Giovanni Guardiano.
È un dirigente della polizia scientifica.
- Tommaseo (stagioni 1, 7-9, 11), interpretato da Giovanni Visentin.
È un pubblico ministero, morbosamente attratto dagli aspetti più piccanti dei casi giudiziari.
- Ingrid Sjöström (stagioni 2-5, 7-8, 11), interpretata da Isabell Sollman.
È una donna svedese da tempo stabilitasi a Vigata, storica amica di Montalbano. In alcuni casi ha collaborato con lui, aiutandolo a risolvere i casi complessi che si trova ad affrontare.
- Don Balduccio Sinagra (stagioni 3-5), interpretato da Ciccino Sineri.
È un vecchio boss mafioso, ormai ritiratosi a vita privata.
- Beatrice "Beba" Di Leo (stagioni 3-8, 12-15), interpretata da Carmela Gentile.
È la fidanzata e in seguito la moglie di Mimì Augello.
- Bonetti-Alderighi (stagioni 4-5, 7-9, 11), interpretato da Giacinto Ferro.
È il questore di Fela facente funzioni anche di questore di Montelusa, capoluogo di provincia da cui dipende Vigata.
- Tortorella (stagioni 4-6), interpretato da Marco Cavallaro.
È un agente del commissariato di Vigata.
- Pasquale (stagioni 4, 7, 9, 12-15), interpretato da Fabio Costanzo.
È il figlio di Adelina.
- Cavalier Pintacuda (stagioni 8, 14), interpretato da Tuccio Musumeci.
Professore di filosofia in pensione, amico di Montalbano.
- Questore (stagioni 14-15), interpretato da Enrico Guarneri.
È il nuovo questore di Montelusa, sostituto di Bonetti-Alderighi.

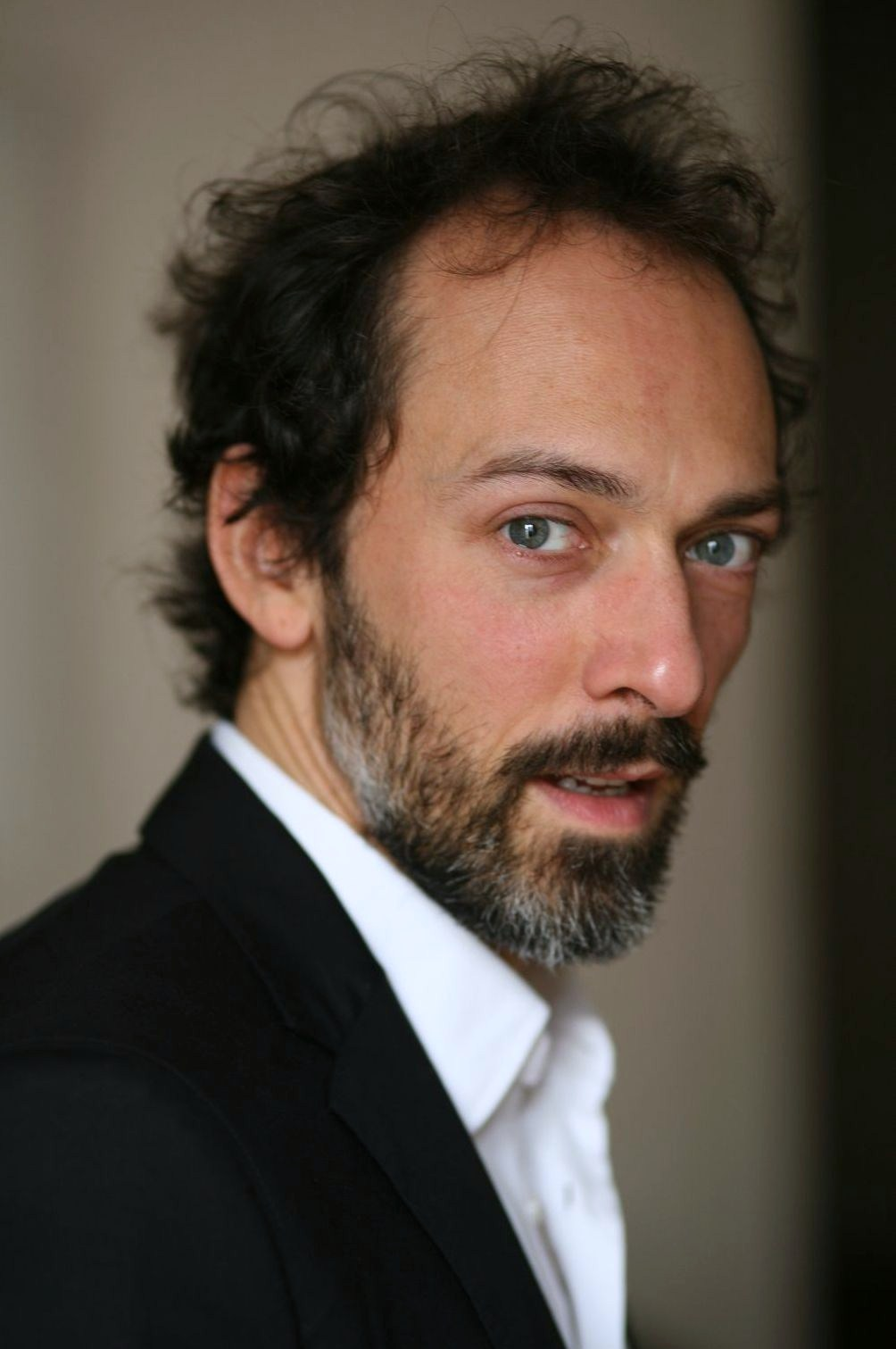
Corrado Invernizzi interpreta Lattes
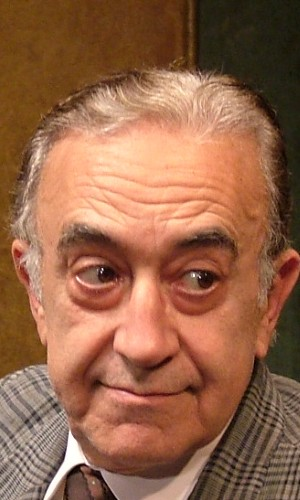
Tuccio Musumeci interpreta il cavalier Pintacuda

## Produzione

### Concezione

Lo scrittore Andrea Camilleri, inventore del personaggio di Montalbano.

Dato il grande successo di pubblico dei romanzi di Andrea Camilleri, editi principalmente da Sellerio di Palermo, con protagonista il commissario siciliano Salvo Montalbano, la Rai dal 1999 ha prodotto insieme alla televisione pubblica svedese Sveriges Television alcuni riadattamenti televisivi di gran parte dei romanzi e dei racconti che lo vedono protagonista. D'altronde lo stesso Camilleri fu un celebre sceneggiatore televisivo, e non ha mai negato che i suoi romanzi avessero una struttura ottima per la trasposizione sul piccolo schermo. Ogni episodio della serie televisiva riprende abbastanza fedelmente la trama delle opere, in alcuni casi unendo più racconti brevi.
(Andrea Camilleri, a proposito della serie televisiva tratta dai suoi romanzi)
La regia della serie è stata curata fin dal principio da Alberto Sironi, riconosciuto come il padre del Montalbano televisivo sia per la capacità di rendere sul piccolo schermo l'estetica barocca dei territori che fanno da sfondo alle vicende, sia per la scelta di Luca Zingaretti come protagonista; questo nonostante l'iniziale parere contrario dello stesso Camilleri – «quando gli dissi della mia scelta sbottò: "Io lo avevo immaginato diverso, ho scritto un'altra cosa"» – il quale, peraltro, era stato docente dell'attore quando questi aveva frequentato in gioventù l'Accademia nazionale d'arte drammatica. Zingaretti, essendo di origine romana, ha inoltre dovuto adeguare la sua parlata al siciliano per meglio entrare nel personaggio.
(Aldo Grasso)
Dopo la scomparsa di Sironi nell'estate 2019, proprio Zingaretti ha portato a termine la regia della serie nella quattordicesima e quindicesima stagione; come omaggio allo storico regista, Sironi rimane accreditato nei titoli di testa.
Dopo la messa in onda delle summenzionate stagioni, dal 2021 la serie è in uno stallo produttivo.

### Riprese

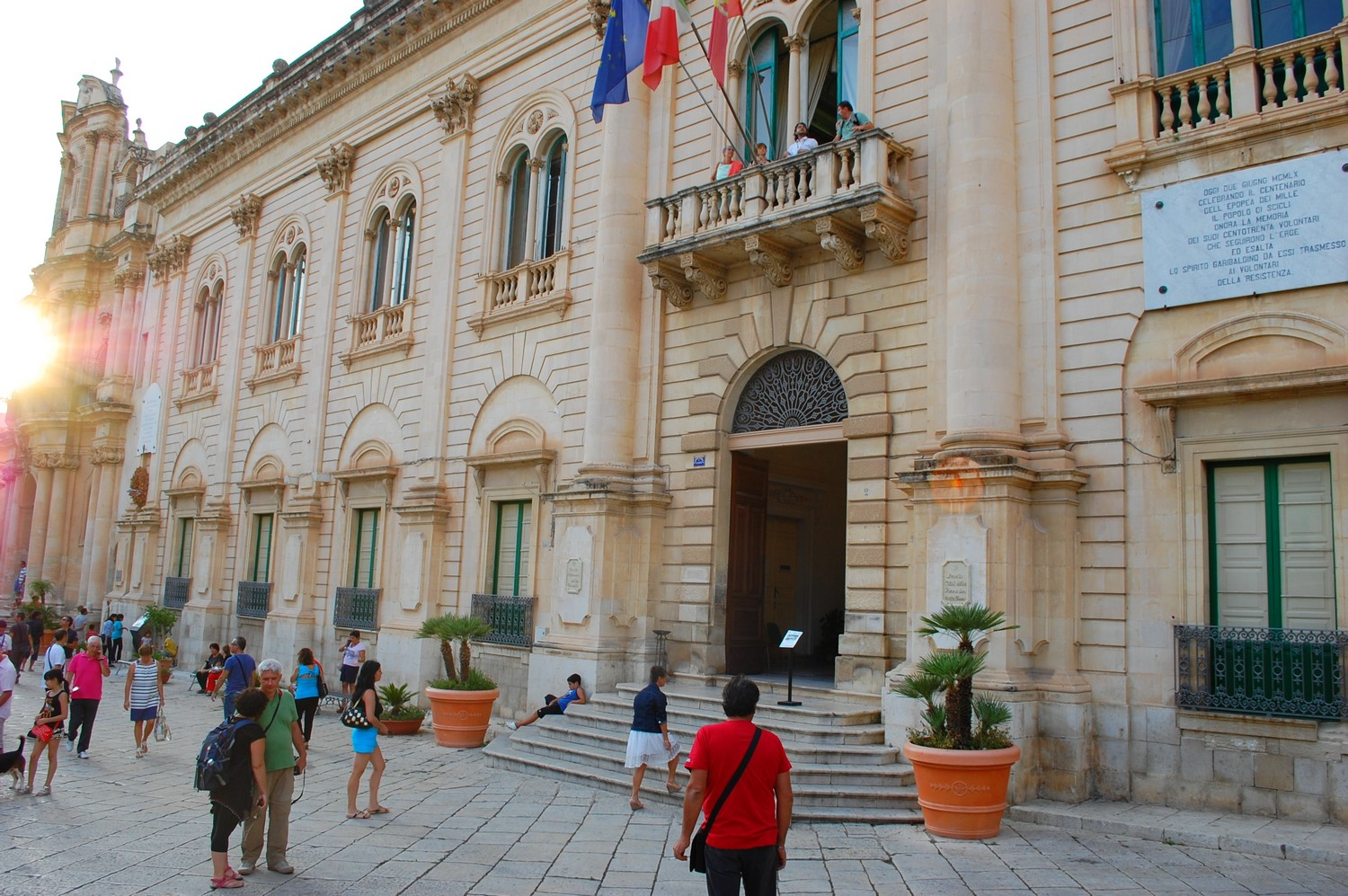
Il commissariato di Vigata, nella realtà il municipio di Scicli.

Gran parte della serie è girata nel ragusano, nonostante i luoghi descritti da Camilleri nei suoi romanzi siano la trasposizione di località dell'agrigentino (Vigata è Porto Empedocle, il capoluogo Montelusa è Agrigento); gli esterni di alcuni episodi, come quello della Mànnara (la Fornace Penna), sono stati girati a Sampieri, il palazzo del commissariato di Vigata è il municipio di Scicli e la stanza del questore Luca Bonetti Alderighi è veramente un ufficio, nello specifico quello del sindaco di Scicli. Alcune scene della prima e della quinta stagione sono inoltre state girate nel trapanese (Custonaci e le isole Egadi).
Altre sequenze sono state filmate nelle piazze di Ragusa Ibla, a Modica, al castello di Donnafugata, al porto di Donnalucata, nelle campagne del ragusano (Chiaramonte Gulfi) e del siracusano (Brucoli), a Comiso, Ispica, Marina di Ragusa, Santa Croce Camerina, Scoglitti, Vittoria e in altri siti della Sicilia sud-orientale; nello specifico, la fittizia località di Marinella corrisponde nella realtà alla frazione di Punta Secca, tra Marina di Ragusa e Scoglitti. Dopo il successo della serie, il comune di Santa Croce Camerina, nel cui territorio si trova Punta Secca, ha rinominato "Piazza Montalbano" la piazzetta antistante la casa del commissario.

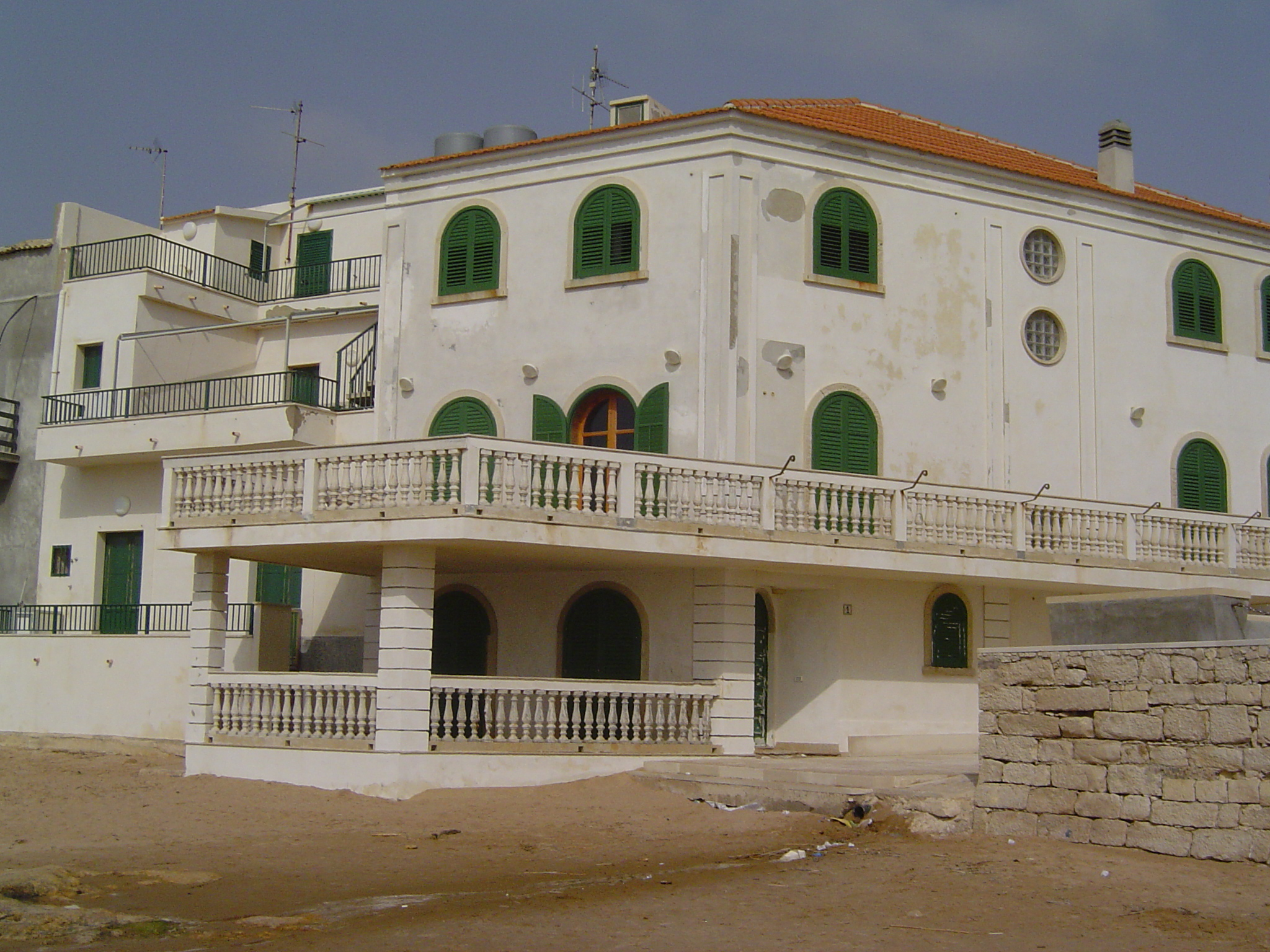
La casa di Montalbano a Marinella, in realtà sita a Punta Secca, frazione di Santa Croce Camerina.

Tra le ambientazioni secondarie, in diversi episodi sono presenti sequenze a Pozzallo, particolarmente nella zona portuale oltreché all'interno di un carcere che, nella realtà, è la casa di reclusione di Noto; ma anche tra le vie e alcuni palazzi della città netina, riconoscibili per il suo stile barocco. Altre scene sono state girate a Marzamemi, alla tonnara di Portopalo di Capo Passero, nell'isola di Ortigia e alla ex tonnara di Santa Panagia a Siracusa. L'albergo sul mare in cui Montalbano viene ospitato sull'isola di Levanzo, nell'episodio Il senso del tatto, è in realtà la tonnara di Scopello, situata ai bordi della riserva dello Zingaro, nell'estremità nord-occidentale della regione.

### Messa in onda
La serie, prodotta dalla Palomar in collaborazione con Rai Fiction, è stata trasmessa da Rai 2 per le prime tre stagioni, e successivamente promossa su Rai 1 a fronte del crescente successo.
Per disposizione della stessa Rai, che tiene particolarmente a non usurare il format, Il commissario Montalbano, a differenza di altre storiche serie dell'emittente, non è stata mai riproposta sul canale tematico Rai Premium; le repliche vengono trasmesse esclusivamente da Rai 1, e sempre in prima serata. Similmente, gli episodi non vengono resi disponibili nella piattaforma streaming dell'emittente, RaiPlay, se non per il breve periodo successivo alla messa in onda televisiva.
A fronte di un crescente successo protrattosi per oltre due decenni, nel 2020 l'episodio Salvo amato, Livia mia appartenente alla quattordicesima stagione ha avuto, per la prima e unica volta nella storia della serie, un'anteprima cinematografica.
Nel 2022 la Palomar ha restaurato in 4K i primi quattro episodi, che sono stati trasmessi da Rai 1 dal 14 settembre al 12 ottobre 2022.

## Trasmissione internazionale
La serie, oltre a essere stata trasmessa da Rai Internazionale per gli italiani al di fuori dell'Europa, è stata anche trasmessa da televisioni straniere:
- In Argentina, su Europa Europa, con il titolo El comisario Montalbano
- in Australia, su SBS, con il titolo Inspector Montalbano
- in Austria, con il titolo Commissario Montalbano
- in Bulgaria, con il titolo Komisar Montalbano
- in Croazia, con il titolo Inspektor Montalbano
- in Danimarca, con il titolo Kommissær Montalbano
- in Estonia, con il titolo Commissario Montalbano
- in Finlandia, con il titolo Komisario Montalbano
- in Francia, su France 3, con il titolo Commissaire Montalbano
- in Germania, con il titolo Kommissar Montalbano
- in Lituania, con il titolo Komsaras Montalbanas
- in Polonia, con il titolo Komisarz Montalbano
- in Portogallo, con il titolo O Comissário Montalbano
- nel Regno Unito, su BBC Four, con il titolo Inspector Montalbano
- in Repubblica Ceca, con il titolo Komisař Montalbano
- in Romania, con il titolo Comisarul Montalbano
- in Russia, con il titolo Komissar Montal'bano
- in Spagna, su La 2 e 8TV, con il titolo El Comisario Montalbano
- negli Stati Uniti d'America, su MHz Networks, con il titolo Detective Montalbano
- in Svezia, con il titolo Kommissarie Montalbano su SVT (coproduttrice della serie)
- in Ungheria, con il titolo Montalbano felügyelő

## Edizioni home video
In Italia la serie è stata distribuita in DVD-Video da Rai Trade e Gruppo Editoriale L'Espresso.

## Accoglienza
(Domenico Naso, il Fatto Quotidiano, 1º marzo 2016)
La serie, sin dal suo primo episodio, ha conquistato i favori del pubblico italiano, ottenendo quasi sempre gli ascolti più alti della prima serata televisiva italiana. Caso particolare, le numerose repliche che si susseguono negli anni raccolgono anch'esse un riscontro similare, persino nel periodo estivo solitamente meno fortunato sotto questo aspetto. L'episodio più seguito di sempre nella storia della serie è quello che apre la dodicesima stagione, La giostra degli scambi, con 11,3 milioni di ascolto; un altro episodio, La gita a Tindari della terza stagione, è invece stato l'unico che ha ottenuto più pubblico in replica che nella prima visione (8,2 milioni nella riproposizione del 2013, contro i 7,3 della prima TV datata 2001). Al 2015, i primi 26 episodi della serie hanno avuto 150 passaggi sui canali Rai.

## Prequel
Tra il 2012 e il 2015 è stata prodotta Il giovane Montalbano, serie televisiva che si pone come prequel de Il commissario Montalbano. Sempre tratta dalle opere di Camilleri, Il giovane Montalbano racconta delle prime indagini di Salvo Montalbano, qui mostrato in età giovanile e, pur a tratti ancora inesperto, già dotato di grande astuzia e ingegno nel risolvere i casi. Il protagonista è interpretato da Michele Riondino.

## Citazioni e parodie
- Nel programma televisivo Convenscion di Rai 2, Sergio Friscia ha proposto una parodia del commissario Montalbano, riprendendone i tratti salienti ed esagerandone le espressioni, sullo sfondo del suo celebre terrazzo a Marinella.
- Nel programma radiofonico Viva Radio 2 di Rai Radio 2, Fiorello ne ha proposto parodia ambientata in Calabria, Il commissario Montalbino, caratterizzata dal marcato accento calabrese del protagonista e dalla superficialità nel condurre le indagini; esattamente l'opposto di Montalbano.[19]
- Nell'albo nº 2994 di Topolino del 10 aprile 2013 compare la storia Topolino e la promessa del gatto. Il racconto a fumetti, ambientato in Sicilia, vede Topolino aiutare il commissario Salvo Topalbano, parodia di Salvo Montalbano. La storia, disegnata da Giorgio Cavazzano e coi testi di Francesco Artibani, è stata supervisionata dallo stesso Camilleri.[20][21] Il personaggio riappare nella stessa rivista in occasione del nº 3067, nella storia Topolino e lo zio d'America,[22], del nº 3223, con Topolino e la giara di Cariddi,[23] e del nº 3594, con Topolino e il ferro di Orlando.